# Tachidius triangularis
Tachidius triangularis is een eenoogkreeftjessoort uit de familie van de Tachidiidae. De wetenschappelijke naam van de soort is voor het eerst geldig gepubliceerd in 1963 door Shen & Tai.